# Sporidesmium mucosum
Sporidesmium mucosum är en svampart som beskrevs av Sacc. 1886. Sporidesmium mucosum ingår i släktet Sporidesmium, ordningen Pleosporales, klassen Dothideomycetes, divisionen sporsäcksvampar och riket svampar.   Inga underarter finns listade i Catalogue of Life.